# فرانسیس لی مک‌کین
فرانسیس لی مک‌کین (انگلیسی: Frances Lee McCain؛ زادهٔ ۲۸ ژوئیهٔ ۱۹۴۴) یک هنرپیشه اهل ایالات متحده آمریکا است.
از فیلم‌ها یا برنامه‌های تلویزیونی که وی در آن نقش داشته است می‌توان به جیغ، بازگشت به آینده، آزاد و تکس اشاره کرد.